# Philip R. Lane
Philip Richard Lane es un economista irlandés, nacido en Dublín el 27 de agosto de 1969. Desde el 1 de junio de 2019 forma parte del Comité Ejecutivo del BCE como economista jefe en sustitución de Peter Praet. Previamente, entre 2015 y 2019, ocupó el cargo de gobernador del Banco Central de Irlanda.

## Biografía
Estudió en el Trinity College Dublin, donde fue nombrado investigador en Estudios Económicos y Sociales antes de recibir un doctorado en Economía en la Universidad de Harvard en 1995. Posteriormente fue nombrado profesor adjunto en la cátedra de Economía y Asuntos Internacionales de la Universidad de Columbia y en 1997 regresó al Trinity, donde fue nombrado director del Instituto Internacional de Estudios de Integración. Entre los años 2004 y 2012 fue catedrático de macroeconomía internacional y en 2012 ocupó la cátedra Whately de Economía Política del Trinity College.
Ha sido investigador del Centre for Economic Policy Research, investigador invitado en el Fondo Monetario Internacional y en el Banco de la Reserva Federal de Nueva York, así como asesor de la Comisión Europea. De acuerdo con el proyecto Research Papers in Economics (RePEc/IDEAS), a fecha de julio de 2016, se sitúa en el «Top 5 %» del ranking mundial de autores de investigaciones en Economía.
Sus campos de investigación incluyen economía internacional, crecimiento económico, Unión Económica y Monetaria de la Unión Europea y la evolución económica de Irlanda. Es más conocido por su trabajo sobre el «efecto voracidad», por el cual una perturbación positiva reduce perversamente el crecimiento económico a través de una redistribución fiscal más que proporcional, y por sus mediciones de los stocks de activos y pasivos externos.